# 叶连娜·扬波利斯卡娅
叶连娜·亚历山德罗芙娜·扬波利斯卡娅（羅馬化：Yelena Aleksandrovna Yampol'skaya；1971年6月20日—），俄罗斯政治家、记者、作家和戏剧评论家。自2016年起，她担任第七届和第八届国家杜马议员。扬波利斯卡娅自2018年7月25日起担任国家杜马文化委员会主席。曾任《文化》报纸主编（2011年—2019年）。

## 制裁
扬波利斯卡娅于2022年因俄乌战争而受到英国政府制裁。